# 波多良西克 (溫基夫齊區)
49°3′13″N 27°14′49″E / 49.05361°N 27.24694°E
波多良斯凱（烏克蘭語：Подолянське）是位於烏克蘭西部的村莊，由赫梅利尼茨基州裡赫梅利尼茨基區的溫基夫齊市鎮負責管轄。該村始建於1493年，面積2,69平方公里，海拔高度271米，2001年人口833，人口密度每平方公里309.3人。